# Ðurmani
Ðurmani (cyr. Ђурмани) – wieś w Czarnogórze, w gminie Bar. W 2011 roku liczyła 250 mieszkańców.